# Cochonnet (pétanque)
Pour les articles homonymes, voir Cochonnet.
Un cochonnet est une petite boule en bois (buis en général) qui sert de but, de point de mire, à la pétanque.

## Normes pour la compétition
Le diamètre du cochonnet est de 3 cm. Initialement en bois , comme les boules de pétanque, ils peuvent être en plastique dur. Ils doivent peser 10 grammes au minimum et 18 grammes au maximum. La seule entreprise de production de cochonnets en France, la tournerie René Monneret à Jeurre, les fabrique avec un poids de 15 grammes.

## Histoire
Utilisé depuis l'Antiquité, à l'initiative des Romains, généralisé dans son usage dans la vallée du Rhône, c'est au XIXe siècle que les règles ont commencé à être mise en place, à Lyon, dans le cadre de la pratique du jeu lyonnais. Dans les années 1960, le cochonnet prend son essor quand une toute petite ville des plateaux du Forez, dans la Loire nommée Saint-Bonnet-le-Château, qui décide de relancer la fabrication des boules de pétanque et donc du cochonnet dont elle devient la capitale mondiale. La réglementation a évolué depuis les années 1960 car le cochonnet devait être en bois jusqu’en 1980, puis en buis jusqu’en 2000, puis de nouveau en bois jusqu'en 2011, avant de revenir au buis depuis cette date. A cause de la pyrale du buis, la production de cochonnets en buis en France est menacé.

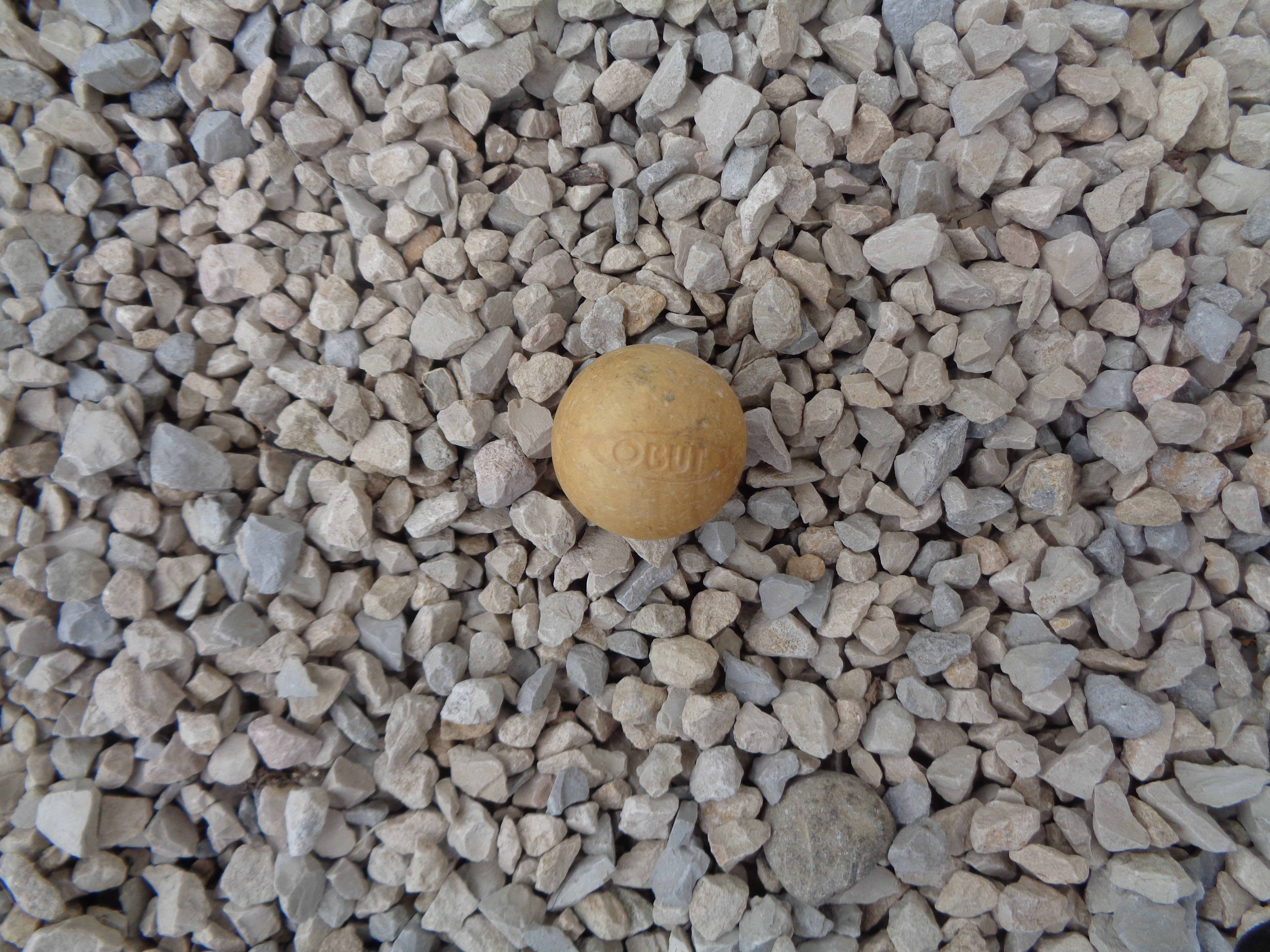
Cochonnet pour la pétanque

## Variantes du nom
Officiellement nommé le « but » lors des compétitions, il porte plusieurs autres noms, selon la région, le nom de « bouchon », « petit », « têt », « gari », « cochon » ou « pitchoune » en Provence, ou encore « boulic » en Bretagne.

## Lieu de fabrication
En France, il y a un seul fabricant de cochonnets, il s'agit de la tournerie Monneret située à Jeurre dans le Haut-Jura. Cette entreprise produit environ un million de cochonnets par an et fournit les grandes marques de pétanque, la Fédération Française de Pétanque et de Jeu Provençal (FFPJP) et les compétitions officielles. Dans les années 2020, elle est considérée comme l’entreprise numéro un mondiale,.